# Stopplaats Nieuwstad
Stopplaats Nieuwstad (Nis) is een voormalige halte aan Staatslijn A tussen Arnhem en Leeuwarden.
Stopplaats Nieuwstad bevond zich nabij het huidige station van Zutphen, bij wachtpost 16 aan de overgang van Nieuwstad/Coehoornsingel naar Havenweg/Pollaan 
.
De straatnaam van de overgang was Overweg. De overgang is in 2016 opgeheven.
Stopplaats Nieuwstad was in gebruik van 1890 tot 16 december 1918
.